# آن بريت ليمان
آن بريت ليمان (بالسويدية: Ann-Britt Leyman)‏ (بعد ذلك أولسون ؛ ولدت في 10 يونيو 1922 - توفيت في 5 يناير 2013) كانت عداءة سويدية و و واثبة مسافات طويلة فازت بميدالية برونزية في الوثب الطويل في الألعاب الأولمبية الصيفية لعام 1948 .  
لم تفز ليمان بلقب وطني للقفز الطويل ، لكنها فازت في 15 بطولة وطنية: في سباق 80 متر (1941) ، 100 م (1942-44 و 1946-49) و 200 م (1942-1947 و 1949). في بطولة الألعاب الرياضية الأوروبية لعام 1946 ، احتلت المركز السادس في سباقات 100 متر و 200 متر و 4 × 100 متر في التتابع.  

## روابط خارجية
- آن بريت ليمان على موقع الاتحاد الدولي لألعاب القوى (الإنجليزية)
- آن بريت ليمان على موقع أوليمبيديا (الإنجليزية)
- آن بريت ليمان على موقع اللجنة الأولمبية السويدية (السويدية)